# Corin Nemec
Joseph Charles «Corin» Nemec IV (Little Rock, Arkansas, 5 de noviembre de 1971) es un actor estadounidense conocido por interpretar al personaje principal en Parker Lewis Can't Lose, a Jonas Quinn en Stargate SG-1 y a Harold Lauder en la miniserie de la cadena ABC Apocalipsis. También escribió el episodio de la séptima temporada de Stargate SG-1, «Fallout».

## Biografía
La madre de Nemec, Manis, fue una artista gráfica así como una pintora, escritora y poeta, originaria de Liverpool, Inglaterra. Su padre Joseph Charles Nemec III, de origen irlandés y escocés trabajó en la industria cinematográfica como escenógrafo y diseñador de producción. Tiene una hermana 18 meses mayor, Anastasia, que también ha trabajado en el cine como asistente de director. Su abuela lo apodaba "Corky".
Corin está casado con su novia de la secundaria, Jami, desde mayo de 2002. Es el padre de Sadie Joy (febrero de 1993) y Lukas Manu (marzo de 2005) que debe su nombre al antiguo maestro de actuación de su padre, Manu Tapou. Actualmente vive en Houston, Texas aunque se traslada a Los Ángeles por trabajo. Es un amigo cercano de la adolescencia de Brian Austin Green y David Faustino de la famosa Married... with children, con quien tiene una compañía productora y actualmente coprotagoniza Star-ving, una serie web parodia de Entourage de la HBO y que se emite en Crackle.
Disfruta leyendo no ficción y escuchando música instrumental de la India Oriental.
Según la web de la Comunidad de Cienciología y el sitio personal en Internet de Nemec, es miembro de la Iglesia de la Cienciología.
En el sitio web de la Logia de la Unión Perfecta #10 en San Antonio, Texas, Joseph C. Nemec IV aparece también como un Maestro Masón de la Orden Francmasónica, habiéndose unido a la Logia en el año 2000. Aparece en los créditos de un vídeo documental detallando el significado geométrico oculto del delantal del Maestro Masón para la Gran Logia de Texas, a principios de 2002.

## Carrera
Nemec sintió su vocación como actor tras ver la película infantil Los Goonies (1985) antes de cumplir 14 años, y en la cual su padre brindó dirección artística. También cita las profesiones artísticas de sus padres como una influencia muy importante, y que la actuación «parecía la cosa correcta para hacer». Nemec comenzó ensayando con la compañía de teatro Centre Stage de Los Ángeles y firmó con agente después de actuar en uno de sus concursos de talentos.Fue requerido para varios anuncios televisivos, como el de Suzuki y finalmente consiguió un papel de invitado en la serie televisiva Sidekicks, protagonizada por Ernie Reyes, Jr., con quien Nemec aún mantiene una amistad hoy. Su primer papel importante en un filme fue en Tucker, el hombre y su sueño en 1988. Apareció en muchos programas de TV y debutó como protagonista en la serie de TV Parker Lewis Can't Lose (1990–1993).
Durante los 90 Nemec tuvo una breve incursión en el hip-hop, grabando un álbum completo con el grupo Starship of Foolz (uno de sus miembros fue Shane Mooney, hijo del comediante Paul Mooney), desarrollado por Matt Robinson y Dedra Tate, y producido por el actor Balthazar Getty.
Nemec estuvo implicado con la American Repertory Company de Los Ángeles a finales de los años 90 y a principios del 2000.
Se convirtió en un personaje regular en la serie televisiva de ciencia ficción Stargate SG-1 durante la sexta temporada del programa (2002-2003), interpretando al alienígena Jonas Quinn, quien además aparece en la quinta y séptima temporada de la serie. Escribió el guion de un episodio de la 7ª temporada, Fallout.

## Filmografía
- Webster (1987–1988) como Nicky Papadopolis.
- Tucker: The Man and His Dream (1988) como Noble Tucker.
- I Know My First Name Is Steven (1989) como Steven Gregory Stayner / Dennis Parnell.
- Solar Crisis (1990) como Mike Kelso
- "For the very first time" (1991) como Michael.
- Parker Lewis Can't Lose (1990–1993) como Parker Lloyd Lewis.
- Apocalipsis (1994) como Harold Lauder.
- Drop Zone (1994) como Selkirk
- Operation Dumbo Drop (1995) como Sp5 Lawrence Farley.
- NYPD Blue, episodio "Dirty Laundry" (1995-11-21) como Howie.
- Beverly Hills, 90210 (1997, 3 episodios) como Derrick Driscoll.
- Killer Bud (1999) como Waylon Smythe.
- Smallville: "Zero" (2002-03-12) como Jude Royce.
- Stargate SG-1 (2002–2004) como Jonas Quinn.
- "Beer for My Horses" (2003, vídeo musical) como el compañero de Toby Keith.
- Mansquito (2004) como el Teniente de policía Tom Randall.
- CSI: NY: "Night, Mother" (2004-12-15) como Todd Camden.
- Three Moons Over Milford: "Wrestlemoonia" (2006-09-10) como Roark.
- S.S. Doomtrooper (2006) comi el Capitán Malloy.
- Bull Run (2006) como Jordan.
- Hidden Secrets (2006) como Michael Stover.
- Parzania (2007) como Allan.
- The American Standards (2007) como Doc Jennings.
- NCIS: episodio "Skeletons" (27 de febrero de 2007) como Len Grady.
- Chicago Massacre: Richard Speck (2007) como Richard Speck.
- RoboDoc (2008) como el Dr. Callaby.
- Quality Time (2008)
- Ghost Whisperer (2008) como Hombre enmascarado/Paul Eastman.
- Sea Beast (2009)
- Star-ving (2009)
- Supernatural (2010) como Christian Campbell.
- Nuclear Family (2011)
- Sand Sharks (2012) como Jimmy Green.
- Jurassic Attack (2013) como el Coronel Carter.
- NCIS: Los Angeles (2013) 4ª temporada (2017), episodio 13: "Drone War" ("Guerra de drones")